# Phthonoloba micans
Phthonoloba micans är en fjärilsart som beskrevs av Louis Beethoven Prout 1929. Phthonoloba micans ingår i släktet Phthonoloba och familjen mätare. Inga underarter finns listade i Catalogue of Life.